# Ochrotrichia spinosissima
Ochrotrichia spinosissima is een schietmot uit de familie Hydroptilidae. De soort komt voor in het Neotropisch gebied.